# Brayden Willis
Brayden Willis (Arlington, Texas, 11 de noviembre de 1999) es un jugador profesional estadounidense de fútbol americano, se desempeña en la posición de tight end en San Francisco 49ers, en la National Football League (NFL).

## Carrera
Fue seleccionado en la Reunión Anual de Selección de Jugadores de la NFL de 2023. Hizo su debut profesional con el equipo San Francisco 49ers, lleva jugando una temporada.